# Гюлтепе (квартал в Кючюкчекмедже)
„Гюлтепе“ (на турски: Gültepe) е квартал на Истанбул, разположен в градска околия Кючюкчекмедже. Общата му площ е 0,67 км2. Според данни на Адресната система за регистриране на населението (ABPRS) към 2023 г. населението на „Гюлтепе“ е 29 514 жители.